# Kurumi Island
Kurumi Island (japanisch くるみ島 Kurumi-schima, deutsch ‚Walnussinsel‘, norwegisch Kalvholmen ‚Kalbinsel‘) ist eine Insel vor der Prinz-Harald-Küste des ostantarktischen Königin-Maud-Lands. In der Inselgruppe Flatvær liegt sie zwischen der Insel Ongulkalven und der Ongul-Insel.
Norwegische Kartographen kartierten sie anhand von Luftaufnahmen der Lars-Christensen-Expedition 1936/37. Wissenschaftler einer von 1957 bis 1962 durchgeführten japanischen Antarktisexpedition nahmen Vermessungen und die deskriptive Benennung vor. Diese übertrug das Advisory Committee on Antarctic Names im Jahr 1968 in einer Teilübersetzung ins Englische.